# Papel laminado
El papel laminado o de laminación es un papel utilizado para laminados. Normalmente en partículas o tableros de fibra dando una superficie atractiva y resistente para usar como muebles, paneles de decoración y pisos.

## Propiedades

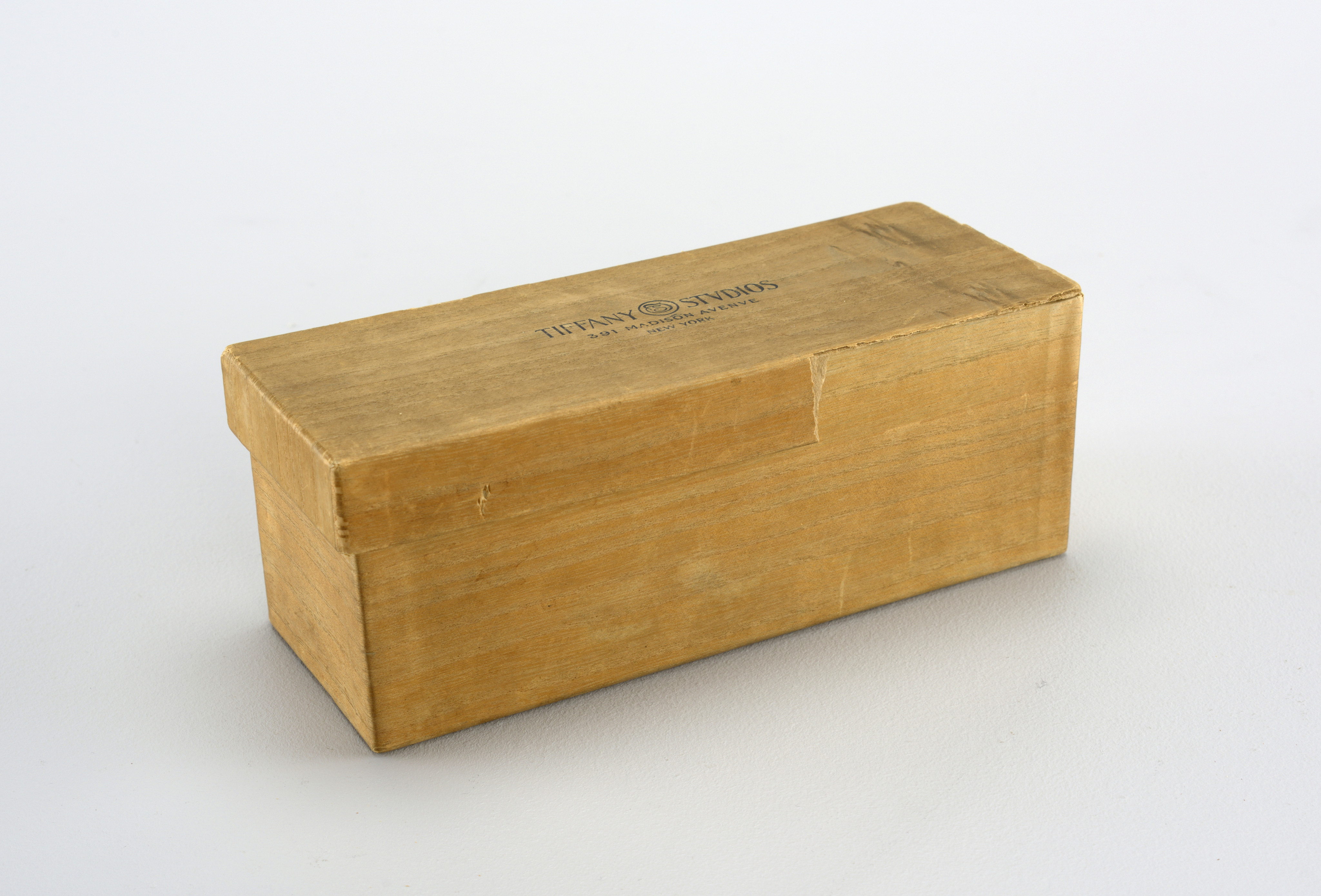
Caja rectangular cubierta con madera laminada al papel

Un laminado consiste en una o varias capas, cada una con su propia función distinta. La base suele ser tableros de partículas o planchas de fibras, luego algunas capas de papel madera o kraft absorbente. Las últimas capas son un papel decorativo cubierto con una superposición. Los papeles de laminación están cubiertos con una resina inerte, a menudo melamina, que se cura para formar un compuesto duro con la estructura del papel. Los laminados también pueden tener un forro en el lado posterior de la laminación kraft para compensar la tensión creada por la laminación del lado superior.
Los tableros de partículas más baratos pueden tener solo un forro de kraft laminado para proporcionar la capacidad de lavado de la superficie y la resistencia al desgaste.
El papel decorativo también se puede procesar bajo calor y baja / alta presión para crear una lámina laminada de melamina, que tiene varias aplicaciones.

### Papel kraft absorbente
El papel madera o kraft absorbente es un papel kraft normal con absorbencia controlada, lo que significa un alto grado de porosidad. Está hecho de kraft de madera dura con índice bajo de kappa y limpia con buena uniformidad. El gramaje es de 80 a 120 g/m2 y normalmente se usan de 2 a 4 capas.

### Papel de decoración

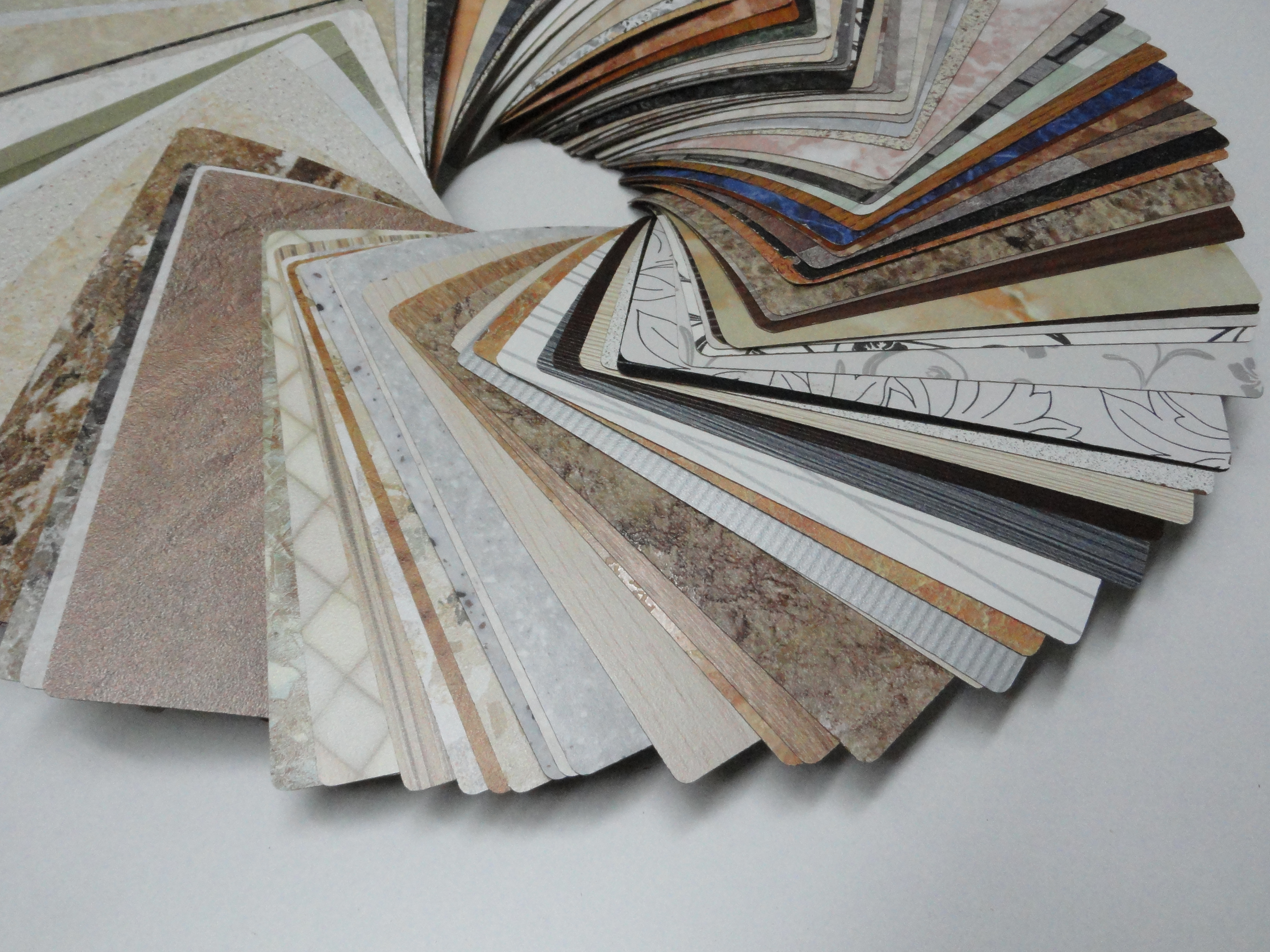
Laminado decorativo.

El papel decorativo es el más crítico de los papeles de laminación ya que brinda la apariencia visual del laminado. La resina de impregnación y la celulosa tienen aproximadamente el mismo índice de refracción, lo que significa que las fibras de celulosa del papel aparecen como un color y solo son visibles los colorantes y pigmentos. Debido a esto, el papel decorativo exige una limpieza extrema y se produce solo en máquinas de papel pequeñas con un gramaje de 50 a 150 g/m2.

### Recubrimiento
El papel de recubrimiento tiene un gramaje de 18 - 50 m² y está hecho de celulosa pura, por lo que debe estar hecho de pulpa bien deslignificada. Se vuelve transparente después de la impregnación permitiendo que aparezca el aspecto del papel decorativo.

### Laminado kraft
El kraft de laminación tiene un gramaje de 70 - 150 g/m2 y es un papel kraft denso y liso.